# El Jardín, Chilón
El Jardín är en ort i Mexiko.   Den ligger i kommunen Chilón och delstaten Chiapas, i den sydöstra delen av landet, 800 km öster om huvudstaden Mexico City. El Jardín ligger 1 191 meter över havet och antalet invånare är 123.
Terrängen runt El Jardín är kuperad, och sluttar norrut. Runt El Jardín är det ganska glesbefolkat, med 50 invånare per kvadratkilometer. Närmaste större samhälle är Jol Sacún, 4,9 km norr om El Jardín. I omgivningarna runt El Jardín växer i huvudsak städsegrön lövskog.